# Museo archeologico della civiltà messapica
Il museo archeologico della civiltà messapica si trova a Vaste frazione del comune di Poggiardo in provincia di Lecce.

## Descrizione
Allestito nel cinquecentesco Palazzo Baronale di Vaste, conserva reperti archeologici provenienti soprattutto dall'area di scavo archeologica della'antica Bastae. Presenta  molti oggetti di corredi sia maschili sia femminili e vari esempi di vasi decorati con scene di vita familiare. Al suo interno contiene anche due scheletri risalenti IV secolo a.C..